# Den kinesisk-tibetanske krig 1930
Den kinesisk-tibetanske krig var en krig, der startede i 1930, da den tibetanske hær under den 13. Dalai Lama invaderede Xikang og Yushu i Qinghai i en tvist om klostre. Ma-klikens krigsherre, Ma Bufang sendte i hemmelighed et telegram til Sichuan-krigsherren Liu Wenhui og lederen af Republikken Kina, Chiang Kai-shek, der tyder på et fælles angreb på de tibetanske styrker. Deres hære overvandt hurtigt og besejrede den tibetanske hær.

## Konfliktens baggrund
Konfliktens rødder ligger i den omstridte grænse mellem det tibetanske regeringsområde og Republikken Kinas territorium, hvor den tibetanske regering i princippet påberåber områder, der bebos af tibetanere i nabolandene i Kina (Qinghai, Sichuan), som rent faktisk blev styret af kinesisk krigsherrer løst afstemt med republikken; i det spændte forhold mellem den 13. Dalai Lama og den 9. Panchen Lama, som førte til sidstnævntes eksil til kinesisk kontrolleret område; og i kompleksiteten af magtpolitik blandt lokale tibetanske dignitarier, både religiøse og sekulære. Den nærmeste årsag var, at høvdingen af Beri, et tibetansk område uden for den tibetanske regerings kontrol, beslaglagde besiddelserne for den inkarnerede lama i Nyarong-klosteret, der søgte støtte fra det nærliggende Dhargyä-kloster. Høvdingen af Beri blev angiveligt ansporet af tilhængere af den 9. Panchen Lama. Da Nyarong Lama og munke fra Dhargyä-klosteret genvandt kontrollen over Nyarong-klosteret i juni 1930, reagerede høvding af Beri ved at anmode om hjælp fra den lokale kinesiske krigsherre Liu Wenhui, guvernør i Sichuan. Lius styrker tog hurtigt kontrol over området. Dhargyä-munkene på deres side anmodede om hjælp fra den tibetanske regering, hvis styrker rykkede ind i Beri og drev Liu Wenhuis hær ud.
Kuomintangs muslimske tjenestemand Tang Kesan blev sendt for at forhandle om en afslutning på kampene. Ma Xiao var en muslimsk brigadebefalende i Liu Wenhuis hær. Den muslimske general Ma Fuxiang, som var leder af Kommissionen for mongolske og tibetanske anliggender, sendte en telegram til Tang Kesan, hvor han beordrede ham til at overtræde aftalen med Tibet, fordi han var bekymret over, at politiske rivaler i Nanjing udnyttede angrebet.
I de næste par år angreb tibetanerne gentagne gange Liu Wenhuis styrker, men blev flere gange besejret. I 1932 besluttede Tibet at udvide krigen i Qinghai mod Ma Bufang, hvis motiver har været genstand for spekulationer hos mange historikere.

## Qinghai-Tibet-krigen
Da våbenhvilen forhandlet af Tang mislykkedes, udvidede Tibet krigen i 1932 og forsøgte at erobre dele af den sydlige Qinghai-provins efter en tvist i Yushu, Qinghai, over et kloster. Ma Bufang og Liu så dette som en mulighed for Kina for at generobre Xikang. Under general Ma forberedte den 9. Division (Kokonor) - sammensat udelukkende af muslimske tropper - til en offensiv mod tibetanerne (Kokonor er et andet navn for Qinghai). Krigen mod den tibetanske hær blev ledet af den muslimske general Ma Biao.
I 1931 blev Ma Biao leder af Yushu Forsvarsbrigade. Han var den anden brigadechef, mens den første brigade blev ledet af Ma Xun. Wang Jiamei var hans sekretær under krigen mod Tibet. Ma Biao kæmpede for at forsvare Mindre Surmang mod de angribende tibetanere den 24.-26. marts 1932. De invaderende tibetanske styrker oversteg massivt Ma Biaos forsvars Qinghai-styrker. Cai Zuozhen, den lokale Qinghai tibetanske buddhistiske Buqing stammeleder, kæmpede på Qinghais side mod de invaderende tibetanere. 
Deres styrker trak sig tilbage til hovedstaden i Yushu, Jiegue, under Ma Biao for at forsvare den mod tibetanerne, mens Republikken Kinas regering under Chiang Kai-shek blev anmodet om militær hjælp som trådløse telegrafer, penge, ammunition og rifler.
En trådløs telegraf blev sendt og løste kommunikationsproblemet. Ma Xun blev sendt for at styrke Qinghai-styrkerne og ledsaget af propagandister, mens mobilfilm og medicinsk behandling fra læger fremmede respekten blandt den primitive tibetanske lokalbefolkning.
Ma Xun styrkede Jiegu efter, at Ma Biao kæmpede i mere end 2 måneder mod tibetanerne. Den tibetanske hær talte 3.000 mand. Gentagne tibetanske angreb blev afvist af Ma Biao - selvom hans tropper var i undertal - da tibetanerne var dårligt forberedt på krig, og led alvorligere dødsfald end Qinghai-hæren. Kanoner med kugler, der ikke eksploderede, blev affyret af tibetanerne, og deres artilleri var ubrugeligt. Ma Lu blev sendt med flere forstærkninger for at hjælpe Ma Biao og Ma Xun sammen med La Pingfu. Jiegu-belejringen blev afløst af La Pingfu den 20. august 1932, hvilket frigjorde Ma Biaos og Ma Xuns soldater til at angribe tibetanerne. Hånd-til-hånd-kamp med sværd, udviklede sig efterhånden, som den tibetanske hær blev slagtet af gruppen "Store Sværd" i Qinghai-hæren i et midnatsangreb under ledelse af Ma Biao og Ma Xun. Tibetanerne led massive tab og flygtede på slagmarken, da de blev besejrede. Det land, der blev besat i Yushu af tibetanerne, blev genvundet.
Både den tibetanske hær og Ma Biaos soldater begik krigsforbrydelser ifølge Cai. Tibetanske soldater havde voldtaget nonner og kvinder (lokale Qinghai-tibetanere) efter plyndring af klostre og ødelæggelse af landsbyer i Yushu, mens tibetanske soldater, der overgav sig og flygtede, blev summarisk henrettede af Ma Biaos soldater, og forsyninger blev beslaglagt fra de lokale civile nomader af Ma Biaos hær.
Ma Biao beordrede de religiøse bøger, genstande og statuer i det tibetanske Gadan-kloster, der havde startet krigen, til at blive ødelagt, da han var rasende over deres rolle i krigen. Han beordrede klostrets afbrænding af den yushu-tibetanske buddhistiske leder Cai. Men Cai kunne ikke bringe sig til at brænde templet og løj over for Biao, at templet var blevet brændt det. Ma biao beslaglagde tusindvis af sølvdollars værdi af varer fra lokale nomader som gengældelse mod dem for at hjælpe den invaderende tibetanske hær. Den 24. og 27. august opstod massive artilleri-dueller i Surmang mellem tibetanerne og Qinghai-hæren. 200 tibetanske soldater blev dræbt i kamp med Qinghai-hæren, efter at tibetanerne kom for at styrke deres positioner. Større Surmang blev forladt af tibetanerne, da de blev angrebet af La Pingfu den 2. september. La Pingfu, Ma Biao og Ma Xun mødtes af Ma Lus forstærkninger i Batang den 20. september.
Liu Wenhui, Xikang-krigsherren, havde indgået en aftale med Ma Bufang og Ma Lins Qinghai-hær for at slå tibetanerne i Xikang. Et koordineret fælles Xikang-Qinghai-angreb mod den tibetanske hær i Qingke-klosteret førte til et tibetansk tilbagetrækning fra klosteret og Jinsha-floden.
Ma Bufangs hær overvandt de tibetanske hære og genvandt flere områder i Xikang-provinsen, herunder Shiqu, Dengke og andre områder. Tibetanerne blev presset tilbage til den anden side af Jinsha-floden. Qinghai-hæren genvandt områder, der var faldet i hænderne på den tibetanske hær efter 1919. Ma og Liu advarede tibetanske embedsmænd om ikke at krydse Jinsha-floden igen. Ma Bufang besejrede tibetanerne ved Dan Chokorgon. Flere tibetanske generaler overgav sig og blev derefter degraderede af Dalai Lama. I august havde tibetanerne mistet så meget territorium til Liu Wenhui og Ma Bufangs styrker, at Dalai Lama telegraferede til den britiske regering i Indien for at få hjælp. Britisk pres fik Nanjing til at erklære en våbenhvile. Separate fredsaftaler blev underskrevet af Ma og Liu med tibetanerne i 1933, og afsluttede kampene. Alle tibetanske (Kham) territorier øst for Yangtsen faldt i kinesiske hænder, hvorved den øvre Yangtse-flod blev grænsen mellem kinesisk og tibetansk kontrollerede områder.
Den kinesiske regering og Ma Bufang beskyldte briterne for at levere våben og våben til tibetanerne under hele krigen. Der var faktisk et solidt grundlag for denne anklage: trods vedvarende diplomatiske bestræbelser, der tilskyndede begge parter til at afholde sig fra fjendtlighederne og finde en omfattende løsning, gav den britiske regering - og senere Indien - en del militær træning og små mængder af våben og ammunition til Tibet gennem hele perioden 1912-1950 med de facto tibetansk uafhængighed.
Omdømmet for de muslimske styrker under Ma Bufang blev styrket af krigen og sejren over den tibetanske hær.
Ma Biaos anseelse steg over hans rolle i krigen og senere i 1937 drev hans kampe mod japanerne ham til landsdækkende berømmelse i Kina. Kinesisk kontrol over grænseområderne Kham og Yushu blev sikret af Qinghai-hæren. Kinesiske muslimske skoler brugte deres sejr i krigen mod Tibet til at vise, hvordan de forsvarede Kinas territoriale integritet, som Japan begyndte at krænke i 1937.
Et skuespil blev skrevet og præsenteret i 1936 for Qinghais "Islam Progressive Råd"s skoler af Shao Hongsi om krigen mod Tibet med den del af Ma Biao, der optrådte i skuespillet hvor han besejrede tibetanerne. Skuespillet præsenterede Ma Biao og Ma Bufang som helte, der forsvarede Yushu fra at være tabt til tibetanerne og sammenligne dem med den japanske invasion af Manchuriet og sagde, at muslimerne stoppede det samme scenario i Yushu. Ma Biao og hans kamp mod japanerne blev hyldet på skolerne under Islams Progressive Råd i Qinghai. Vægten på militær træning i skolerne og deres indsats for at forsvare Kina blev fremhævet i Kunlun tidsskriftet af muslimer. I 1939 førte hans kamp mod japanerne til anerkendelse over hele Kina.